# MKS Będzin w sezonie 2017/2018

## Drużyna

### Sztab
| Pierwszy trener   | Stelio DeRocco                     |
| Asystent trenera  | Rafał Murczkiewicz, Emil Siewiorek |
| Fizjoterapeuta    | Agnieszka Bronisz                  |
| Kierownik drużyny | Michał Kocyłowski                  |
| Statystyk         | Maciej Etgens                      |

### Zawodnicy
| Nr | Imię i nazwisko            | Data ur.   | Wzrost | Pozycja      |
| -- | -------------------------- | ---------- | ------ | ------------ |
| 1  | Marcin Waliński            | 24.10.1990 | 196    | przyjmujący  |
| 2  | Dawid Woch                 | 16.05.1997 | 198    | środkowy     |
| 4  | Łukasz Kozub               | 03.11.1997 | 186    | rozgrywający |
| 5  | Artur Ratajczak            | 18.09.1990 | 206    | środkowy     |
| 7  | Mateusz Kowalski           | 20.02.1997 | 204    | przyjmujący  |
| 8  | Jonah Seif                 | 30.10.1994 | 198    | rozgrywający |
| 10 | Bartłomiej Grzechnik       | 08.02.1993 | 200    | środkowy     |
| 11 | Mateusz Przybyła           | 12.04.1991 | 208    | środkowy     |
| 13 | Michał Potera              | 06.03.1988 | 183    | libero       |
| 14 | Jakub Peszko               | 01.04.1992 | 193    | przyjmujący  |
| 15 | Matej Kök                  | 11.12.1996 | 196    | przyjmujący  |
| 16 | Rafał Faryna               | 28.09.1994 | 200    | atakujący    |
| 17 | Złatan Jordanow            | 03.03.1991 | 198    | przyjmujący  |
| 18 | Szymon Gregorowicz         | 07.03.1994 | 183    | libero       |
| 20 | Rafael Rodrigues de Araújo | 13.07.1991 | 207    | atakujący    |

## Transfery

### Przyszli
| Imię i nazwisko      | Poprzedni klub          |
| -------------------- | ----------------------- |
| Matej Kök            | OK Triglav Kranj        |
| Bartłomiej Grzechnik | BBTS Bielsko-Biała      |
| Rafał Faryna         | SKS Hajnówka            |
| Szymon Gregorowicz   | MKS Będzin (Młoda Liga) |

### Odeszli
| Imię i nazwisko    | W klubie od | Nowy klub                                      |
| ------------------ | ----------- | ---------------------------------------------- |
| Kyle Russell       | 2016        | Berlin Recycling Volleys                       |
| Nathan Roberts     | 2016        | AS Cannes VB                                   |
| Krzysztof Rejno    | 2016        | ZAKSA Kędzierzyn-Koźle (powrót z wypożyczenia) |
| Mateusz Piotrowski | 2015        | Stal AZS PWSZ Nysa                             |
| Paweł Stysiał      | 2015        | SK Posojilnica Aich/Dob                        |

## Rozgrywki

### Bilans spotkań
| Rozgrywki        | Ogólnie | Ogólnie | Ogólnie | Ogólnie | Ogólnie | U siebie | U siebie | U siebie | U siebie | U siebie | Na wyjeździe | Na wyjeździe | Na wyjeździe | Na wyjeździe | Na wyjeździe | Miejsce |
| Rozgrywki        | R       | W       | P       | Sety    | Sety    | R        | W        | P        | Sety     | Sety     | R            | W            | P            | Sety         | Sety         | Miejsce |
| ---------------- | ------- | ------- | ------- | ------- | ------- | -------- | -------- | -------- | -------- | -------- | ------------ | ------------ | ------------ | ------------ | ------------ | ------- |
| runda zasadnicza | 0       | 0       | 0       | 0       | 0       | 0        | 0        | 0        | 0        | 0        | 0            | 0            | 0            | 0            | 0            | -.      |
| play-off         | 0       | 0       | 0       | 0       | 0       | 0        | 0        | 0        | 0        | 0        | 0            | 0            | 0            | 0            | 0            | -.      |
| puchar           | 0       | 0       | 0       | 0       | 0       | 0        | 0        | 0        | 0        | 0        | 0            | 0            | 0            | 0            | 0            |         |
| Razem            | 0       | 0       | 0       | 0       | 0       | 0        | 0        | 0        | 0        | 0        | 0            | 0            | 0            | 0            | 0            |         |